# Talapiti
Talapiti is een bestuurslaag in het regentschap Bima van de provincie West-Nusa Tenggara, Indonesië. Talapiti telt 2143 inwoners (volkstelling 2010).